# Srđan Darmanović

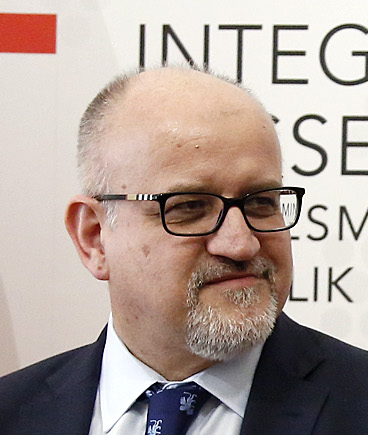
Srđan Darmanović (2017)

Srđan Darmanović (serbisch-kyrillisch Срђан Дармановић; * 18. Juli 1961 in Cetinje, Jugoslawien) ist ein montenegrinischer Politikwissenschaftler, Diplomat und Politiker (DPS). Von 2016 bis 2020 war er Außenminister des Landes.

## Leben
Srđan Darmanović studierte Politikwissenschaft mit Schwerpunkt Internationale Beziehungen an der Universität Belgrad. 2002 promovierte er an der Rechtswissenschaftlichen Fakultät der Universität Montenegro in Podgorica mit einer Arbeit zum Thema Demokratische Systemwechsel und Konsolidierung im südlichen und östlichen Europa. Danach lehrte er am Politikwissenschaftlichen Institut dieser Fakultät, seit 2010 als Professor.
Von 1992 bis 1996 war er Abgeordneter im Parlament der Bundesrepublik Jugoslawien. Von 1993 bis 1996 war er stellvertretender Vorsitzender der DPS.
Seit 2005 gehört er der Venedig-Kommission des Europarates an. Von Dezember 2010 bis Oktober 2016 war er montenegrinischer Botschafter in den Vereinigten Staaten mit Zuständigkeit auch für Kanada.
In der von 2016 bis 2020 amtierenden Regierung Marković war er Außenminister.
Er ist ein erfolgreicher Schachspieler mit einer höchsten Elo-Zahl von 2282 im Januar 2010.

## Veröffentlichungen

### Bücher
- Izobličena demokratija. Drama jugoslovenskog post komunizma (Deformierte Demokratie. Das Drama des jugoslawischen Postkommunismus), Belgrad 1993
- Real-socijalizam. Anatomija sloma (Realsozialismus. Anatomie des Zusammenbruchs), Podgorica 1996

### Englischsprachige Beiträge in Büchern und Zeitschriften
- Montenegro: dilemmas of a small republic, in: Journal of democracy, Jg. 14.2003, S. 145–153
- Stability and continuity in Montenegro, in: Südosteuropa Mitteilungen, Jg. 43.2003, S. 22–32
- Montenegro: a miracle in the Balkans?, in: Journal of democracy, Jg. 18.2007, S. 152–159
- Regime change in a transitional society. The case of Ukraine, in:	Erik André Andersen u. Eva Maria Lassen (Hrsg.), Europe and the Americas. Transatlantic approaches to human rights, 2015, ISBN 978-90-04-27923-0, S. 214–249
- The never-boring Balkans. The elections of 2016, in: Journal of democracy, Jg. 28.2017, S. 116–128